# 山本貢
山本 貢（やまもと みつぐ、1981年5月12日 - ）は、トップチャレンジリーグコカ・コーラレッドスパークスに所属するラグビー選手。

## プロフィール
- 岡山県倉敷市出身。
- ポジションはフッカー(HO)、プロップ(PR)。
- 身長 176cm、体重 107kg
- 日本代表キャップは10。（2016年3月現在）
- ニックネームはみつぐ、みっちゃん。

## 略歴
中学校でラグビーを始めた。
2000年、新田高校卒業後、関東学院大学に入る。
2004年、関東学院大学卒業後、三洋電機に加入。同年9月18日に行われたジャパンラグビートップリーグ第1節のリコーブラックラムズ戦にて先発出場で公式戦初出場を果たす。
2011年、キヤノンイーグルスに加入。
2013年12月にはトップリーグ通算100試合出場達成。
2018年、キヤノンイーグルスを退団した。
2019年、コカ・コーラレッドスパークスに加入。

## 受賞歴
- 2005-06ベストフィフティーン
- 2007-08ベストフィフティーン